# .ma
.ma is het achtervoegsel van domeinnamen in Marokko. .ma-domeinnamen worden uitgegeven door de regering in Marokko, die verantwoordelijk is voor het top level domain 'ma'.
- Totale hosts van .ma: 275,889 (2008)
- Internetgebruikers in Marokko: 7.300.000 (2007)[1]